# Flygplatsjärnväg

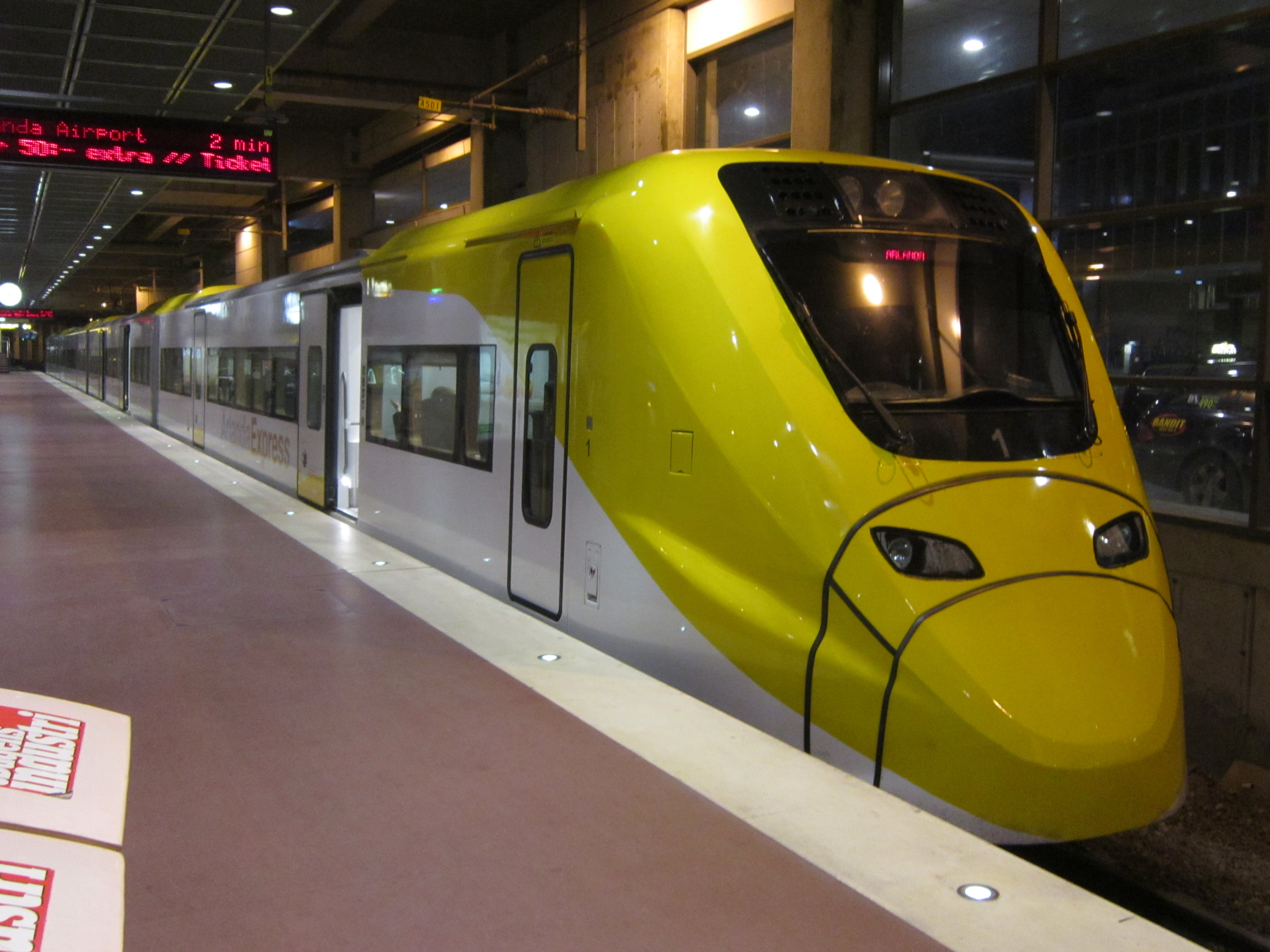
Arlanda Express.

En flygplatsjärnväg är en järnväg som knyter samman en flygplats med en närliggande stad, vilket innebär att passagerarna kan åka tåg till/från flyget. Det har blivit vanligt runt om i världen att det finns järnvägsstation (eller annan spårbunden trafik) vid flygplatser. 
Den enda svenska flygplatsen med sådana järnvägsstationer är Stockholm-Arlanda, dit Arlandabanan går. Även Kastrups flygplats i Danmark har en järnvägsstation dit det går tåg från orter i Sverige. Stockholm-Bromma flygplats har spårvagn. Kramfors-Sollefteå flygplats anses ofta ha järnvägsstation, men busstransfer eller 2 km promenad krävs.
Det finns planer för Göteborg-Landvetter flygplats och Stockholm Skavsta flygplats. Det pratas om fler, till exempel Ronneby flygplats, Skellefteå flygplats och Luleå Airport. Ett problem är att det införts en regel om att elektriska järnvägar som inte är i tunnel inte får nybyggas närmare än 4 km från landningsbanans mittpunkt, på grund av radiostörningar (finns järnvägen redan så finns den).

## Lista över flygplatser med järnvägsstation

### Europa
- Amsterdam-Amsterdam-Schiphols flygplats via pendel- eller fjärrtåg.
- Atens flygplats via pendeltåg och metro.
- Barcelona-El Prat via pendeltåg.
- Belfast City Airport via regionaltåg.
- Bergens flygplats har snabbspårväg till centrum.
- Berlin Brandenburgs flygplats T1-T2 - öppnad 2020, med flygplatsstationen för pendeltåg-, regional- och fjärrtåg
- Berlin Brandenburgs flygplats T5 via pendeltåg.
- Birmingham Airport via pendeltåg, regionaltåg eller fjärrtåg med en automatbana mellan järnvägsstationen och terminalerna.
- Bremens flygplats via spårvagn
- Bryssel-Zaventems flygplats via pendeltåg, regionaltåg och fjärrtåg.
- Düsseldorfs flygplats via pendeltåg direkt till terminalen; från fjärrtågsstationen (pendel-, regional- och fjärrtåg) går en automatbana till terminalerna
- Dresdens flygplats via pendeltåg
- Edinburgh flygplats via spårvagn
- Flygplats Erfurt-Weimar via spårvagn
- Friedrichshafens flygplats via regionaltåg
- Frankfurt Mains flygplats via pendeltåg eller fjärrtåg.
- Gdańsk-Lech Wałęsas flygplats via pendeltåg.
- Genève flygplats via fjärrtåg.
- Glasgow Prestwick Airport via pendeltåg.
- Helsingfors-Vandas flygplats via pendeltåg.
- Hamburgs flygplats via pendeltåg
- Hannover-Langenhagens flygplats via pendeltåg
- Kraków-Balices flygplats via pendeltåg.
- Köln-Bonns flygplats via fjärr-, regional- och pendeltåg
- Köpenhamn-Kastrup via regionaltåg (Öresundståg eller danska regionaltåg), fjärrtåg eller metro.
- Leipzig/Halle flygplats via pendeltåg
- London City Airport via högbana (Docklands Light Railway).
- London-Gatwick flygplats via flygtåg, pendeltåg och lokaltåg.
- London-Heathrow flygplats via flygtåg, regionaltåg eller tunnelbana.
- London-Luton via regionaltåg.
- London-Stansteds flygplats via flygtåg, pendeltåg och regionaltåg.
- Madrid-Barajas flygplats via tunnelbana.
- Málaga-Costa del Sols flygplats via pendeltåg.
- Manchester Airport via pendeltåg, regionaltåg och spårvagn.
- Milano-Malpensa flygplats via flygtåg.
- Moskva-Domodedovo via flygtåg
- Moskva-Sjeremetevo via flygtåg.
- Münchens flygplats via pendeltåg
- Nürnbergs flygplats via tunnelbana
- Oslo-Gardermoen flygplats via flygtåg (Flytoget), pendeltåg, regionaltåg eller fjärrtåg
- Paris-Charles de Gaulle flygplats via fjärrtåg eller pendeltåg.
- Paris-Orly flygplats via pendeltåg eller spårvagn, plus förarlös tunnelbana sista biten.
- Rom-Leonardo Da Vinci-Fiumicino flygplats via pendeltåg och flygtåg.
- Sofia-Vrazjdebna via tunnelbana.
- Stockholm-Arlanda flygplats via fjärrtåg, SL pendeltåg eller flygtåg (Arlanda Express).
- Stockholm-Bromma flygplats via spårvagn.
- Stuttgarts flygplats via pendeltåg.
- Trondheims flygplats, Værnes via regionaltåg eller fjärrtåg.
- Vilnius flygplats via direkta tåg.
- Warszawa-Frédéric Chopins flygplats via pendeltåg.
- Wien-Schwechat flygplats via pendeltåg eller flygtåg.
- Zürichs internationella flygplats via spårvagn, pendeltåg och fjärrtåg.
- Ålborgs flygplats

### Övriga världen
- Atlanta, USA, via tunnelbana
- Baltimore–Washington, USA, via spårväg.
- Bangkok-Suvarnabhumi, Thailand, via flygtåg och pendeltåg
- Boston flygplats, USA, via tunnelbana
- Calcutta-Bose, Indien, via pendeltåg
- Chicago-O'Hare, USA, via tunnelbana.
- Dallas flygplats, USA, via tunnelbana.
- Denvers flygplats, USA, via pendeltåg.
- Hongkong, Kina, via flygtåg.
- Mexico Citys flygplats, via tunnelbana.
- New York-John F. Kennedy, USA, via tunnelbana eller pendeltåg plus ett slags flygtåg sista biten.
- New York-Newark, USA, via pendeltåg eller regionaltåg plus intern flygplatsbana (monorail) sista biten.
- Kuala Lumpur, Malaysia, via flygtåg.
- Kansai internationella flygplats, Osaka, Japan, via flygtåg och lokaltåg
- Miami International Airport, via flygtåg på speciell bana från centralstationen.
- Peking, Kina, via snabbtunnelbana (slags flygtåg).
- Philadelphia flygplats, USA, via pendeltåg.
- Phoenix flygplats, USA, via spårväg plus intern flygplatsbana sista biten.
- San Franciscos flygplats, USA, via tunnelbana. Intern flygplatsbana till vissa terminaler.
- Seoul-Incheon flygplats, Sydkorea, via pendeltåg eller expresståg till Seoul. Ett Maglev flygtåg är under byggnad.
- Seattles flygplats, USA, via spårväg.
- Shanghai flygplats, Kina, via Maglev flygtåg, eller tunnelbana.
- Singapore Changi Airport, Singapore, via tunnelbana.
- Sydney flygplats, Australien, via flygtåg/lokaltåg
- Teheran-Mehrabads flygplats, Iran, via tunnelbana.
- Tokyo-Narita flygplats, via flygtåg eller pendeltåg.
- Vancouver flygplats, Kanada, via högbana/tunnelbana.
- Yogyakarta flygplats, Indonesien, via pendeltåg och fjärrtåg

Listan över flygplatser utanför Europa är ganska ofullständig.
Det måste vara gångavstånd mellan tåg och flyg för att räknas i denna lista. Ibland behövs interntransfer till vissa terminaler på stora flygplatser. Det förekommer flygplatser med busstransfer till en järnvägsstation några kilometer bort, men dessa räknas inte här. Med flygtåg menas tåg som går direkt mellan centrum och flygplatsen, mycket få stopp.
Man har infört en möjlighet att köpa flygbiljetter på sträckor som körs med tåg. I och med att många flygplatser har järnvägsförbindelse till flygplatsen, är det efterfrågan på att kunna köpa biljetter till tåg via flygbokningssystemet. På en del sträckor till exempel Kastrup–Kristianstad/Växjö, Arlanda–Norrköping/Gävle/Örebro/Söderhamn och Paris–Bryssel har tåget konkurrerat ut flyglinjen. I Sverige, Norge, Storbritannien, Belgien och Nederländerna (och från Köpenhamn till Sverige) sköts detta av ett företag som heter AccesRail, och det namnet dyker upp om man söker en förbindelse. I till exempel Tyskland sköter flygbolag som Lufthansa om detta och tåget ser ut som en Lufthansaflygning.